# Zygmunt Kaczkowski

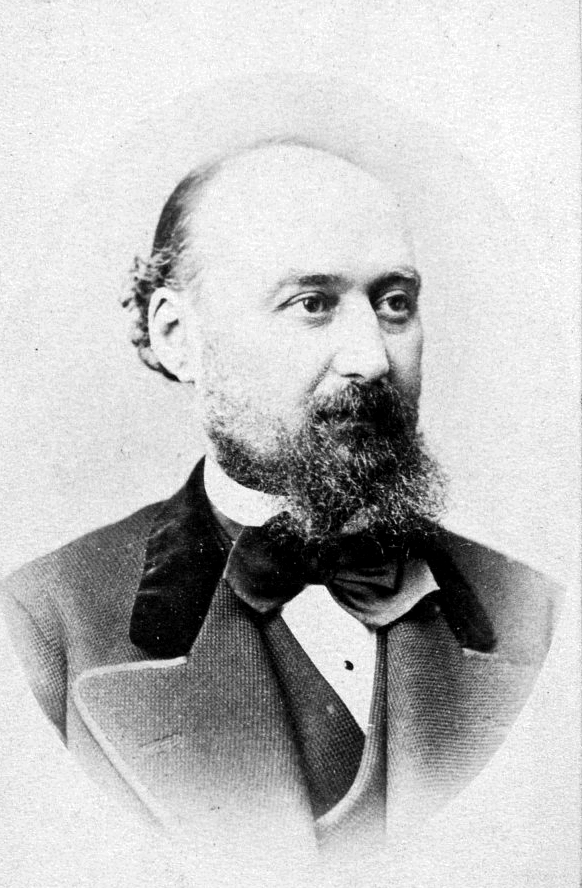
Zygmunt Kaczkowski.

Zygmunt Józef Erazm Kaczkowski, född 2 maj 1826 i Kamionka Wołoska, Galizien, död 7 september 1896 i Paris, var en polsk författare.
Kaczkowski, som redan vid 19 års ålder avslutat sina studier i Lwów, dömdes efter oroligheterna 1846 till döden som folkuppviglare, men frigavs 1848 och deltog i slaviska kongressen i Prag samma år. Omvänd genom revolutionsårens händelser, blev han konservativ och skildrade från denna ståndpunkt förhållanden i Galizien 1846–48 i åtskilliga romaner, bland andra Cato (1851) och Rozbitek (Den skeppsbrutne; 1861).
Samtidigt skildrade Kaczkowski i en annan serie historiska romaner den polska republikens sista tider, med den polska lågadelns liv och gärningar i förgrunden. Den första är "Striden om fanjunkardottern" 1851, den mest berömda är Murdelio, den sistas titel är Grób Nieczui (Nieczujas grav, 1858; i regel är det en viss Nieczuja, som berättar i alla). Personer och händelser liksom berättarens person sammanbinder de flesta av hans historiska romaner, vilka ställer honom i främsta ledet bland den polska romantikens avkomlingar efter 1848.
Materialet till dessa berättelser lämnade dels familjetraditioner, dels Ossolinska institutets av Kaczkowski genomforskade rika handskriftsamlingar.  År 1861 uppsatte han i Lwów en konservativ tidning, men denna indrogs, och han dömdes till fästning. Han benådades följande år, flyttade till Wien och senare till Paris.
En ny serie romaner från 1880-talet med ämnen från 1500- och 1600-talen (däribland Graf Rak) hade föga framgång. Kaczkowskis samlade arbeten (dock ej alla) utgavs i Warszawa 1874–75 i 11 band. Ett stort historiskt arbete om kvinnan i Polen (Kobieta w Polsce), skrivet på 1850-talet, utkom först 1895.